# Hok Sochetra
Hok Sochetra (Phnom Penh, 27 agosto 1973) è un allenatore di calcio ed ex calciatore cambogiano, di ruolo attaccante, attualmente team manager del Visakha.

## Palmarès

### Club

#### Competizioni nazionali
- Premier League (Cambogia): 1

Samart United: 2002